# تومورو هوندا
تومورو هوندا (انگلیسی: Tomoru Honda؛ زادهٔ ۳۱ دسامبر ۲۰۰۱) شناگر اهل ژاپن است.

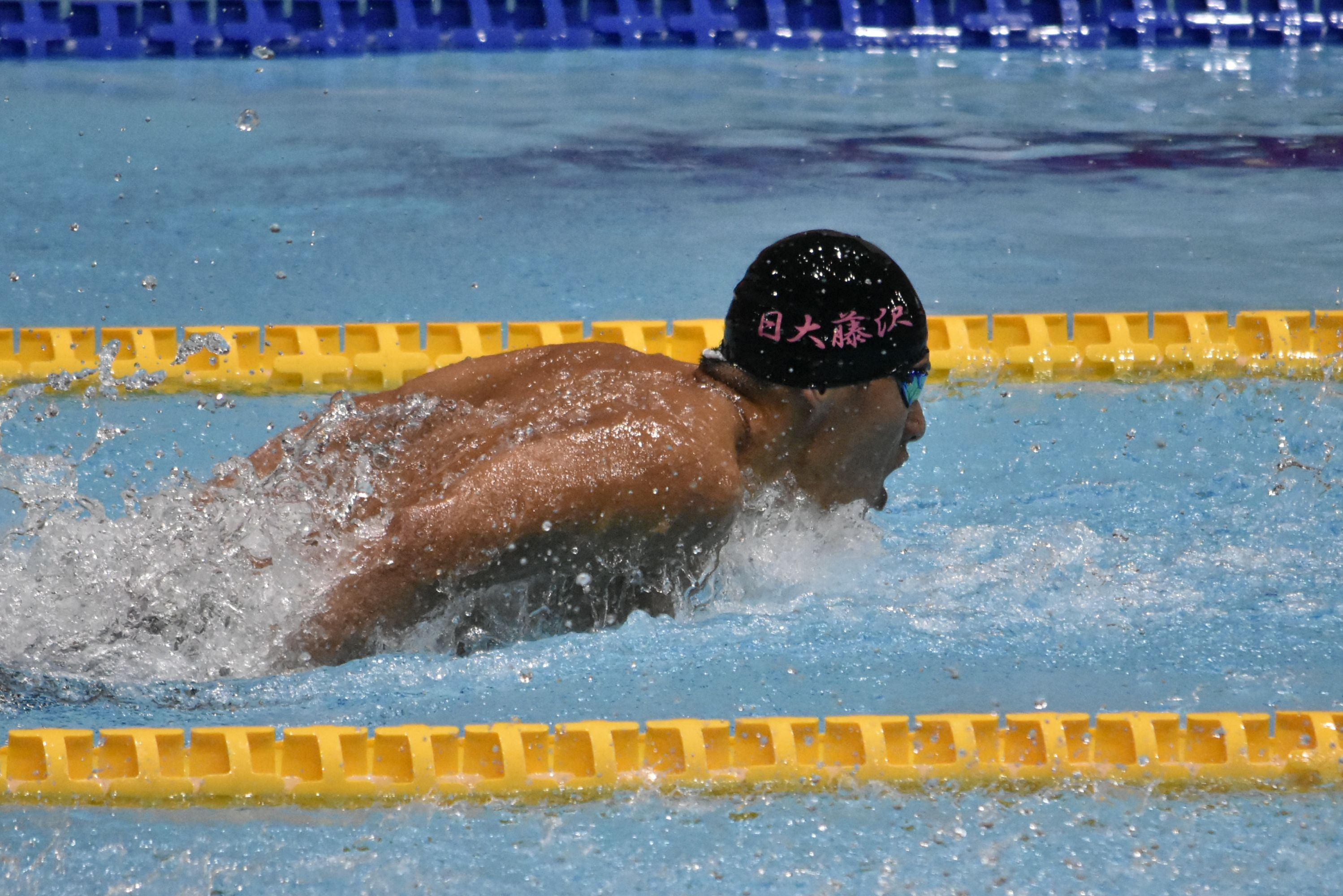
تومورو هوندا در سال ۲۰۲۰

وی در مسابقات کشوری و بین‌المللی در مجموع برندهٔ ۱ مدال نقره شده‌است.